# Cosmopolitan Chile
Cosmopolitan Chile es una revista femenina creada en 2006, perteneciente a Editorial Televisa Chile hasta febrero de 2019. Fue la versión local de Cosmopolitan, la revista estadounidense editada desde 1886. Era de publicación mensual y se especializaba en temas de moda, belleza, salud y pareja.

## Historia
Su lanzamiento oficial fue en septiembre de 2006 y su primera directora fue Andree Burgat, quien estuvo a cargo de la revista por seis años; antes de dicho año, en Chile se vendía la edición latinoamericana de Cosmopolitan que había iniciado su publicación en marzo de 1973. Durante sus primeros tres años, Cosmopolitan Chile aumentó sus ventas netas en kioscos en un 100%.[cita requerida] Posterior a este tiempo, el crecimiento es sostenido, de un 7% anual.[cita requerida] Su segunda directora fue Andrea Larrabe, quien estuvo en el cargo por dos años, desde junio de 2012 hasta febrero de 2014.
A partir de marzo de 2014, la revista es dirigida por Ignacia Uribe Rojas. Desde su llegada, Cosmopolitan Chile experimentó un cambio en su línea editorial, incluyendo en su pauta temas de interés social, derechos de la mujer, respeto animal y medioambiental.
Debido al cierre de la Editorial Televisa en Chile, el 20 de febrero de 2019, la revista Cosmopolitan Chile queda en receso a la espera de volverse a publicar bajo otra empresa editorial.

## Controversia
En septiembre de 2015, la actriz Javiera Acevedo aseguró en el programa Maldita moda que Cosmopolitan Chile había retocado excesivamente una fotografía suya —que apareció en la portada de la revista en el año 2012— al punto de reemplazar su cuerpo por el de otra mujer más esbelta. Según Acevedo, al enviar una carta a la editora para hacer sentir su malestar, esta le habría respondido: «No es mi culpa que tú hayas llegado con ese cuerpo».

## Periodicidad
Durante el año se publican quince ediciones: doce mensuales, dos especiales Fashion y un especial Body.  

## Secciones
En sus inicios, la revista se constituía de ocho secciones: 
- En portada.
- Cosmo flash.
- Manual de hombres.
- Moda y belleza.
- Sexo y pareja.
- Solo chicas Cosmo.
- Cosmo weekend.
- Secciones fijas.

Hoy en día, son once las secciones que componen a Cosmopolitan Chile, con pequeñas variaciones cuando se realizan ediciones especiales:
- Contenido.
- Cosmo flash.
- Fashion.
- Beauty.
- Tú aún mejor.
- Man manual.
- Sexy love.
- Solo en Cosmo.
- Tendencias.
- Body.
- LifeStyle.

## Personal
La redacción de Cosmopolitan Chile está compuesta por: 
- Directora editorial: Ignacia Uribe Rojas.
- Directora de arte: Elisa Court.
- Periodistas: Natalia Bindis.
- Correctora de estilo: Norinna Carapelle.